# Jordan Garcia-Calvete
Jordan Garcia-Calvete (Brussel, 6 mei 1992) is een Belgische voetballer van Spaanse afkomst die doorgaans als middenvelder speelt.

## Carrière

### RSC Anderlecht
Garcia-Calvete werkte zich via Union Saint-Gilloise op naar de jeugd van de Belgische topclub RSC Anderlecht. Als offensieve middenvelder was hij kapitein van het beloftenelftal onder leiding van coach Geert Emmerechts. Met deze ploeg veroverde hij in 2011 de kampioenstitel. Garcia-Calvete speelde dat seizoen twintig wedstrijden, waarvan hij ook bij alle twintig titularis was, leverde negen assists af en scoorde zelf ook acht doelpunten (waaronder drie penalty's).
In januari 2011 mocht Garcia-Calvete mee op oefenstage met het A-elftal in het Spaanse La Manga. In de tweede seizoenshelft werd hij enkele malen opgeroepen voor het eerste elftal van paars-wit, maar tot een officieel debuut voor de club kwam het toen niet.

### Sint-Truiden
Garcia-Calvete verlengde medio 2011 zijn contract bij Anderlecht met twee jaar en werd niet veel later voor een seizoen uitgeleend aan STVV. STVV kon geen aankoopoptie bedingen. Calvete maakte zijn debuut voor deze club op 17 september 2011 tijdens een competitiewedstrijd tegen KVC Westerlo. Garcia-Calvete speelde vier competitiewedstrijden – allemaal als invaller – en twee bekerwedstrijden voor STVV.

### De Graafschap
In januari 2011 nam BV De Graafschap het huurcontract van STVV over. Garcia Calvete maakte op 21 januari 2012 zijn debuut voor de club tijdens een competitiewedstrijd tegen sc Heerenveen, waarin hij in de 79e minuut inviel voor Jan-Paul Saeijs. Garcia Calvete speelde in zijn eerste halve seizoen vijf wedstrijden in de Eredivisie.
Nadat hij ook in het seizoen 2012/13 aan De Graafschap – ditmaal uitkomend in de Eerste divisie – werd uitgeleend, nam de club hem in de zomer van 2013 definitief over van Anderlecht. Toen beide partijen na afloop van het seizoen 2014/15 op elkaar uitgekeken raakten, werd het aflopende contract van Garcia Calvete ondanks de promotie naar de Eredivisie niet verlengd.

## Clubstatistieken
| Seizoen         | Club               | Land               | Competitie         | Competitie | Competitie | Beker | Beker | Europees | Europees | Totaal | Totaal |
| Seizoen         | Club               | Land               | Competitie         | Wed.       | Dlp.       | Wed.  | Dlp.  | Wed.     | Dlp.     | Wed.   | Dlp.   |
| --------------- | ------------------ | ------------------ | ------------------ | ---------- | ---------- | ----- | ----- | -------- | -------- | ------ | ------ |
| 2011/12         | → STVV             | Vlag van België    | Jupiler Pro League | 4          | 0          | 2     | 0     | —        | —        | 6      | 0      |
| 2011/12         | → BV De Graafschap | Vlag van Nederland | Eredivisie         | 5          | 0          | 0     | 0     | —        | —        | 5      | 0      |
| 2012/13         | → BV De Graafschap | Vlag van Nederland | Eerste divisie     | 27         | 3          | 1     | 0     | —        | —        | 28     | 3      |
| 2013/14         | BV De Graafschap   | Vlag van Nederland | Eerste divisie     | 20         | 3          | 1     | 0     | —        | —        | 21     | 3      |
| 2014/15         | BV De Graafschap   | Vlag van Nederland | Eerste divisie     | 25         | 0          | 3     | 0     | —        | —        | 28     | 0      |
| Carrière totaal | Carrière totaal    | Carrière totaal    | Carrière totaal    | 27         | 3          | 3     | 1     | 0        | 0        | 30     | 4      |

Bijgewerkt op 16 juni 2020.